# Michael Drewes

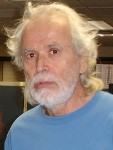
Michael Drewes

Michael Wolfgang Drewes Marquardt (* 18. September 1944 in Herzhausen als unehelicher Sohn von Friedrich Kalbfuß) ist ein deutsch-mexikanischer Architekt, Kunst- und Bauhistoriker, sowie Komponist, der sich insbesondere mit der mexikanischen Architektur im Zweiten mexikanischen Kaiserreich befasst. Während seiner Arbeit in der Denkmalpflege widmete er sich eingehend dem barocken mexikanischen Orgelbau.

## Biografie
Drewes lebte bis 1959 in Deutschland. Hier besuchte er die Grundschule auf Norderney, in Bremen und Fürth-Dambach und im Anschluss das Hardenberg-Gymnasium Fürth. Am Colegio Alemán Alexander von Humboldt in Mexiko-Stadt, wo er Klassenkamerad des späteren PRI-Politikers Emilio Lozoya Thalmann war, beendete er 1964 die schulische Ausbildung. Er studierte bis 1970 Architektur und auch Kunstgeschichte bis 1978 an der Universidad Nacional Autónoma de México (UNAM). Zu seinen Professoren zählten dort Bernardo Calderón Cabrera, Félix Candela Outeriño, Mathias Goeritz, Jorge Alberto Manrique, Xavier Moyssén Echeverría und Jaime Ortiz Lajous. Unter letzterem arbeitete er später zusammen mit dem Architekten Francisco Ursúa Cocke, während er in der staatlichen Denkmalpflege als Angehöriger der Dirección General de Sitios y Monumentos del Patrimonio Cultural tätig war. 1983 promovierte er an der Universität Kaiserslautern zum Dr.-Ing. der Architekturgeschichte. Seine Dissertation schrieb er über das barocke Unterrichtsgebäude des Colegio de Cristo im Centro Histórico der mexikanischen Hauptstadt; die Arbeit erschien 1984 in Buchform. Als Architekt arbeitete Drewes auch in verschiedenen Architekturbüros, bei einem Landschaftsarchitekten und bei einer archäologischen Ausgrabung einer Römerstadt in Israel, wo er eine Zeit lang lebte. Vor seiner Auswanderung war er auch persönlicher Berater Emilio Lozoyas, als dieser Unterminister im Secretaría del Trabajo y Previsión Social war.
Im Jugendalter begann seine Begeisterung für das Musizieren und Komponieren. Er befasste sich autodidaktisch mit Musiktheorie, Harmonielehre und Komposition. Zu seinen ursprünglich klassischen Kompositionen kamen später auch große symphonische Werke, unter anderem mit folkloristischem, oft mexikanischem und osteuropäischem Kolorit.
Drewes veröffentlichte mehrere Artikel über die mexikanische Architektur zur Zeit Maximilians von Mexiko in den Annalen des IIE und über mexikanische Orgeln des Barocks.
Er ist verheiratet, hat eine Tochter und zwei Enkelkinder. Er lebt in den Vereinigten Staaten.

## Veröffentlichungen
Deutsch
- Denkmalpflege in Mexiko, in Deutsche Kunst und Denkpalpflege, Jahrgang 1979, Deutscher Kunstvarlag München-Berlin, S. 197–201
- Eine lateinamerikanische Skizze, in Das Pult, Literatur, Kunst, Kultur, Band 55/12, 12. Jahrgang. St. Pölten 1980, S. 6–8
- Projekte Carl Gangolf Kaysers für Kaiser Maximilian von Mexiko, in ARX – Burgen und Schlösser in Bayern, Österreich und Südtirol 3–4, 1980, S. 3–10
- Das Colegio de Christo, ein mexikanisches Unterrichtsgebaeude aus der Barockzeit und seine baugeschichtliche Entwicklung, 1984 Dissertation Universität Kaiserslautern
- Carl Gangolf Kaiser (1837-1895) und seine Tätigkeit als Hofarchitekt Maximilians von Mexiko, in Mitteilungen des Instituts für Österreichische Geschichtsforschung, 101. Band, Heft 2–4, Wien 1993, S. 383–403.

Spanisch
- Proyectos en el Imperio, in Palacio Nacional, México, Secretaría de Obras Públicas, México 1976, S. 201–208.
- Los órganos de la Catedral Metropolitana de México, su historia y restauración, in Anales del Instituto de Investigaciones Estéticas, 49, México 1979, S. 55–72
- Gregorio Casela, un constructor mexicano de órganos de fines del siglo XVIII in Anales del Instituto de Investigaciones Estéticas, 49, México 1979, S. 155–160
- Órganos tubulares históricos en el área Puebla-Tlaxcala, in Anales del Instituto de Investigaciones Estéticas, Vol. XII, 51, México 1983, S. 37–44
- Proyectos de remodelación del Palacio de Chapultepec en la época del Emperador Maximiliano, in Anales del Instituto de Investigaciones Estéticas, Vol. XIII, 51, México 1983, S. 73–82
- Carl Gangolf Kaiser, arquitecto de la corte del Emperador Maximiliano, in Anales del Instituto de Investigaciones Estéticas, 59, México 1988, S. 239–254
- El órgano positivo en el claustro Sor Juana Inés de la Cruz. un caso único en su género en México, in Anales del Instituto de Investigaciones Estéticas, 60, México 1989, S. 111–116
- El órgano de la parroquia "La purísima concepción" de Real de Catorce, S. L. P., in Anales del Instituto de Investigaciones Estéticas, 61, México 1990, S. 81–83
- Otra aproximación a Carl Gangolf Kaiser (1837-1895), arquitecto de la corte del Emperador Maximiliano, in Anales del Instituto de Investigaciones Estéticas, 77, México 2000, S. 151–167
- Carl Gangolf Kaiser (1837-1895), arquitecto de la corte del Emperador Maximiliano, in La definición del Estado mexicano, Archivo General de la Nación, México 1999, S. 223–234

Englisch
- The organs of the Cathedral of Mexico City - a brief history and their restoration, in The Organ Yearbook, Vol. XIII, 1982, S. 123–130.
- Further Notes on Mexican Organs of the 18th & 19th Centuries, in The Organ Yearbook, Vol. XIV, 1983, S. 23–43.
- The organ of the Parish Church at Real de Catorce, San Luis Potosí, Mexico, in The Organ Yearbook, Vol. XVI, 1985, S. 90–102.
- The Positive at San Jerónimo, Mexico City, in The Organ Yearbook, Vol. XIX, 1988, S. 31–37.
- The organ at La Valenciana, Municipality of Guanajuato, Mexico, in The Organ Yearbook, Vol. XXVII, 1997, S. 47–62.
- The organ of the Santa Rosa de Viterbo Church at Qurétaro, Mexico, in The Organ Yearbook, Vol. XXVIII, 1998–1999, S. 79–89.

Veröffentlichte Musik
- Musicalion
- Score Exchange
- Spotify
- Apple Music